# Schutzgebiet Wonga Wongué
Das Schutzgebiet Wonga-Wongué (französisch réserve présidentielle de Wonga-Wongué, auch Wongha Wonghé) ist ein Naturschutzgebiet im zentralafrikanischen Gabun zwischen der Landeshauptstadt Libreville und dem südlich gelegenen Port-Gentil in den Provinzen Estuaire, Ogooué-Maritime und zu einem kleinen Teil Moyen-Ogooué. Er liegt 100 km südlich des Äquators und ist 3850 km² groß. Seine Höhe über dem Meeresspiegel beträgt bis zu 1500 m, der Jahresniederschlag beträgt etwa 2000 mm.
Das Gebiet ist außer der ausgedehnten Küsten-Savanne über weite Strecken von klassischem tropischen Regenwald bedeckt.
Neben Gorillas, Schimpansen, Büffeln, Duckern und Sitatungas sollen hier Elefanten vorkommen.